# Hypericum lanuginosum
Hypericum lanuginosum är en johannesörtsväxtart som beskrevs av Jean-Baptiste de Lamarck. Hypericum lanuginosum ingår i släktet johannesörter, och familjen johannesörtsväxter.

## Underarter
Arten delas in i följande underarter:
- H. l. pestalozzae
- H. l. scabrellum

## Bildgalleri

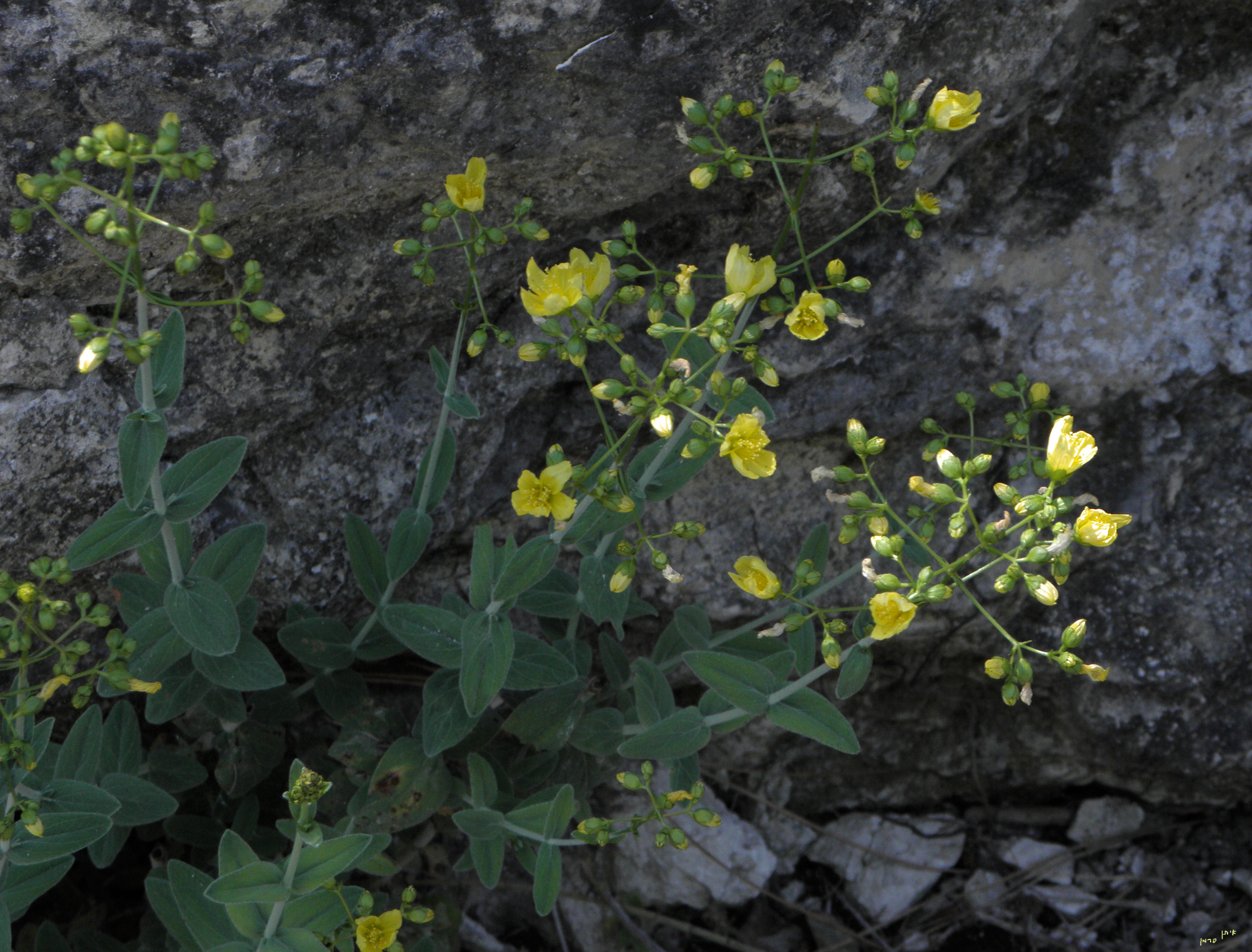
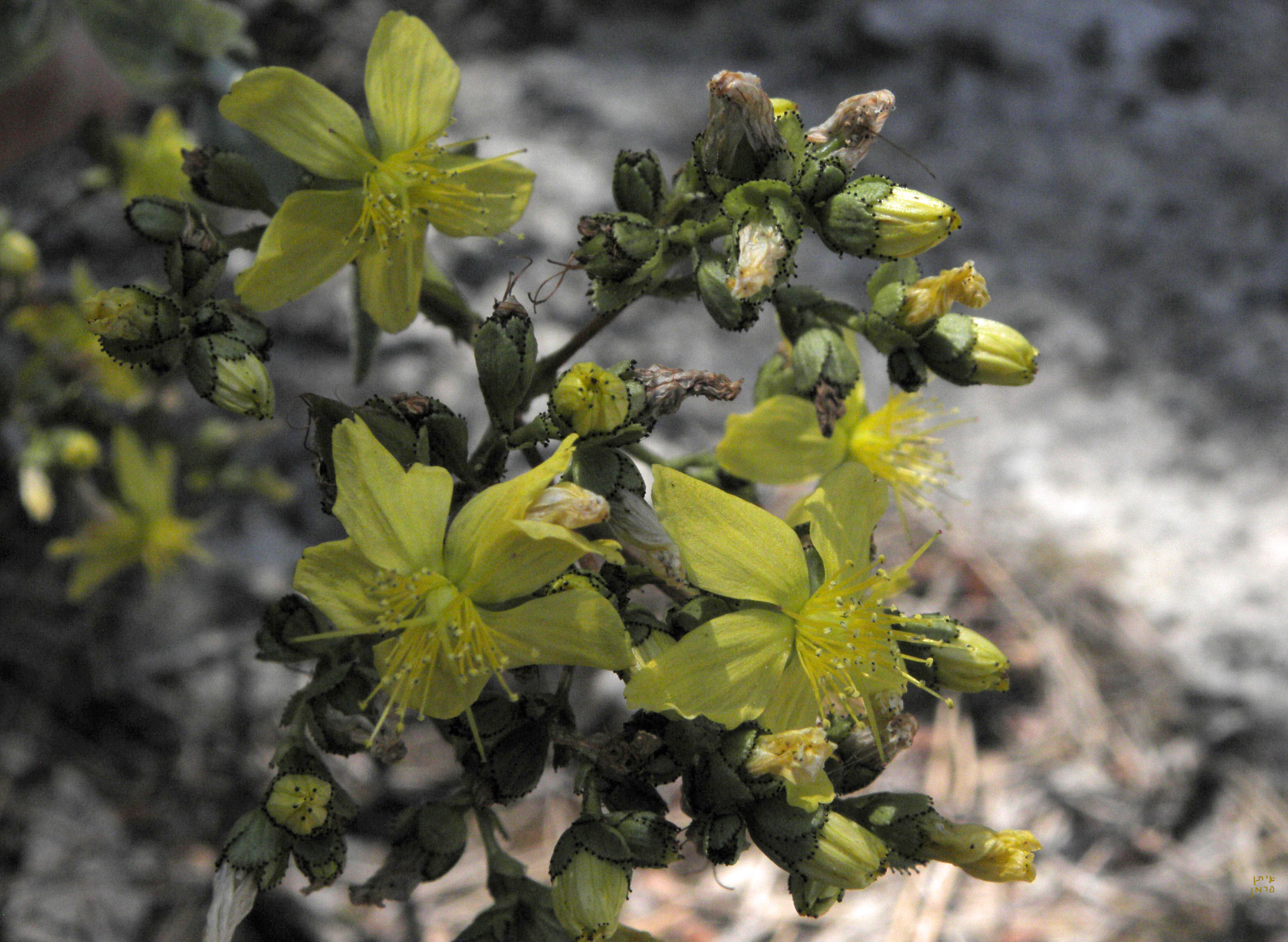
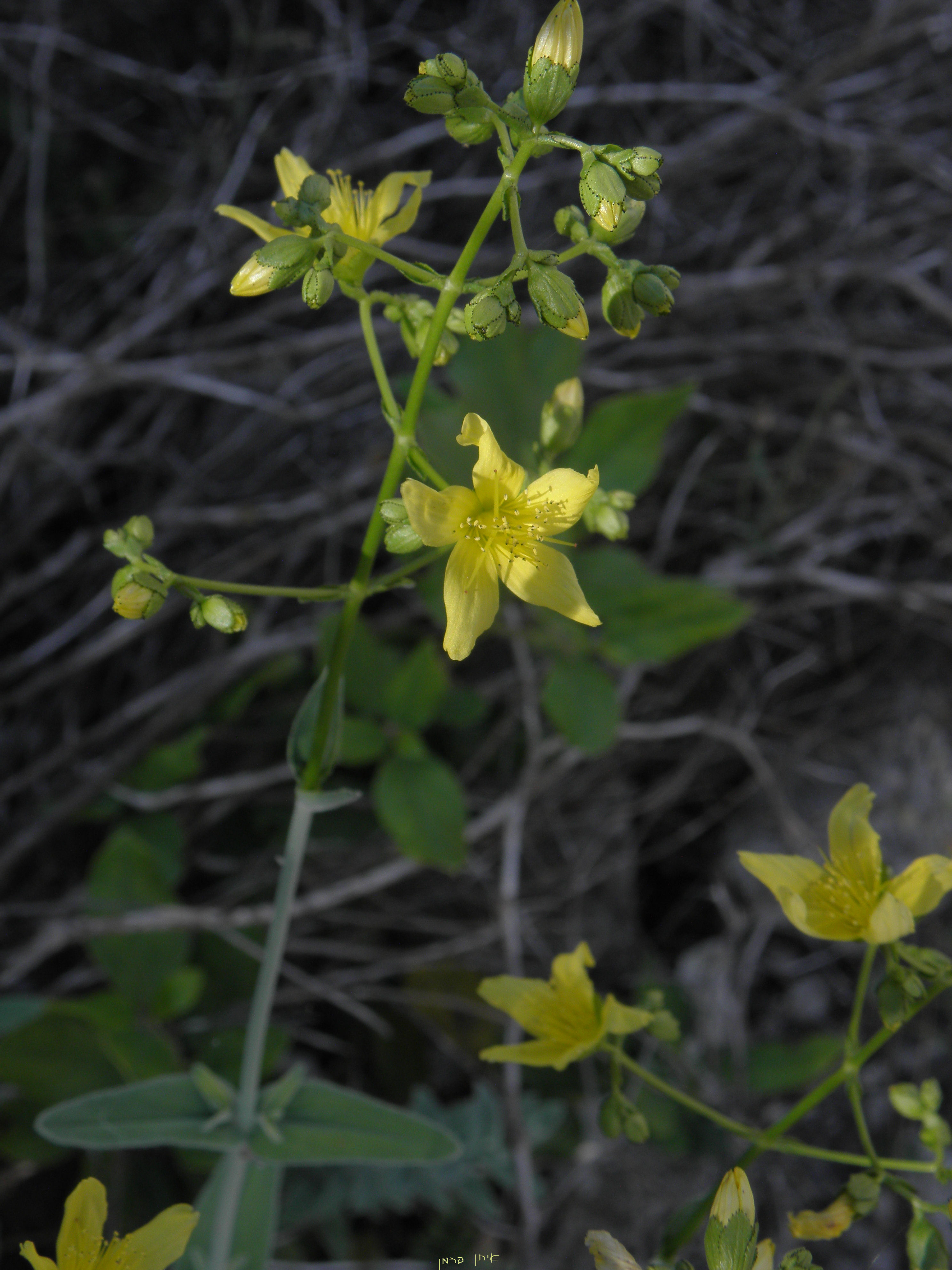